# Fédération de Slovénie de basket-ball
La Fédération de Slovénie de Basket-ball (Košarkaška Zveza Slovenije ou KZS) est une association, fondée en 1948, chargée d'organiser, de diriger et de développer le basket-ball en Slovénie, d'orienter et de contrôler l'activité de toutes les associations ou unions d'associations s'intéressant à la pratique du basket-ball.
La KZS représente le basket-ball auprès des pouvoirs publics ainsi qu'auprès des organismes sportifs nationaux et internationaux et, à ce titre, la Slovénie dans les compétitions internationales. Elle défend également les intérêts moraux et matériels du basket-ball slovène. Elle est affiliée à la FIBA depuis 1992.